# Audi
Audi AG (nota come Audi) è una casa automobilistica tedesca, fondata da August Horch nel 1909 col nome August Horch Automobilwerke GmbH, ma che già dal 1910 adottò la nuova denominazione Audi.
Dal 1964 appartiene al Gruppo Volkswagen.
È membro dell'Istituto europeo per le norme di telecomunicazione (ETSI).

## Storia

### Nascita dell'azienda
Le origini dell'Audi ruotano intorno alla persona di August Horch, considerato uno dei pionieri e principali costituenti della nascita e dello sviluppo del settore automobilistico in Europa. Nel 1899 fondò a Colonia la ditta A. Horch & Cie, specializzata in riparazioni di quelle che erano le prime autovetture della storia, ma che di lì a pochissimo divenne una vera e propria Casa costruttrice. Ma August Horch era una personalità instancabile e piena di idee innovative, che provava di volta in volta a concretizzare e ad applicare già sui primi modelli Horch. E per questo, molti dei suoi colleghi mal tolleravano questa sua politica innovatrice.

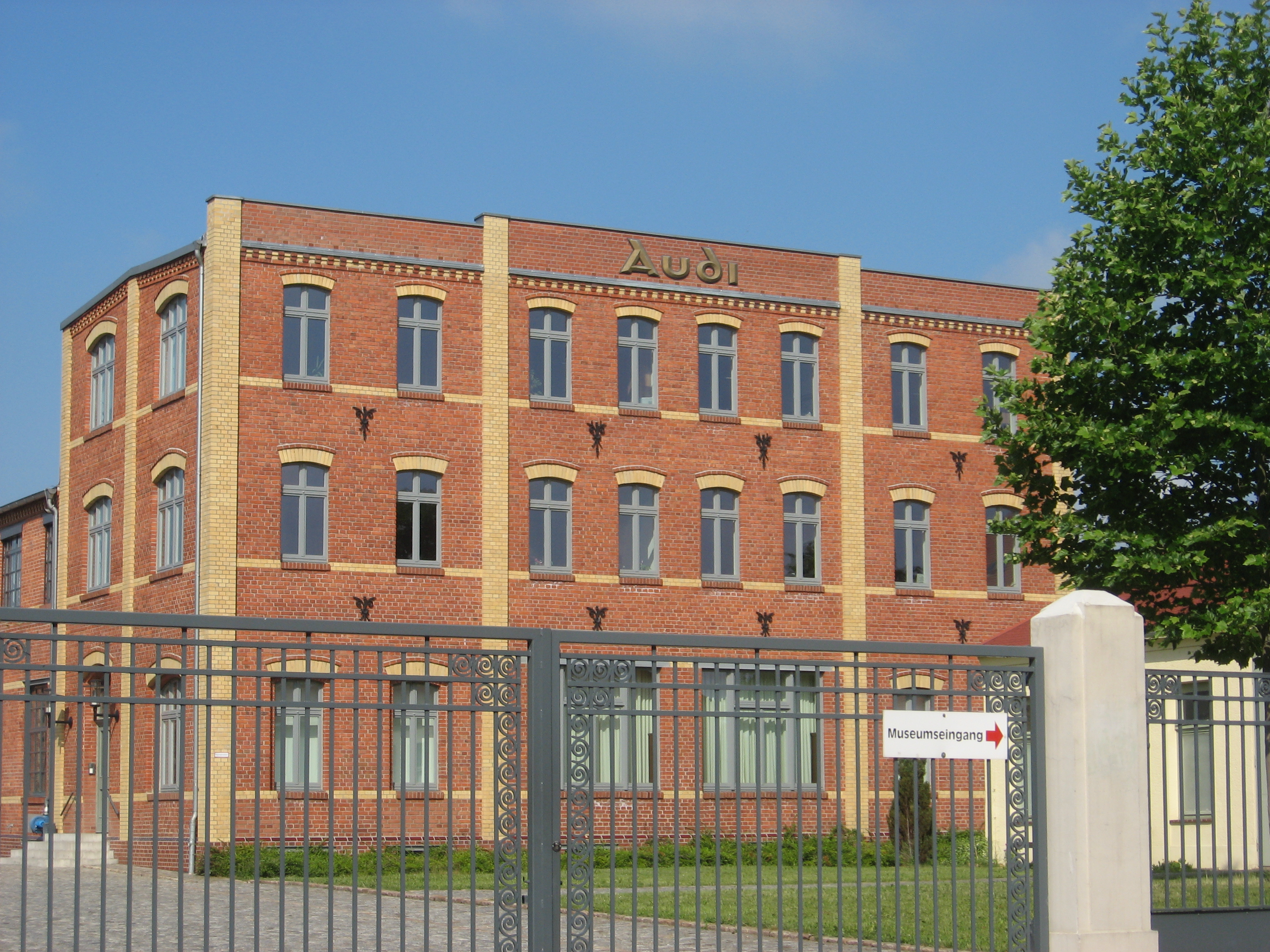
Il vecchio stabilimento Audi di Zwickau

I risvolti si fecero infatti sentire in breve tempo. Horch si trovava ad essere spesso escluso dalle riunioni del Consiglio di Amministrazione (costituitosi perché la Horch era presto divenuta un’azienda di dimensione considerevole), adducendo come pretesto il fatto che “sperperava” troppi fondi aziendali per i suoi esperimenti. Nel 1909, August Horch lasciò l'azienda: per nulla frustrato, ma al contrario ancora con una gran voglia di fare, Horch racimolò in breve tempo una discreta somma di denaro, grazie anche all'aiuto di alcuni suoi amici e colleghi che dalla Horch & Cie progettarono di seguire August non appena questi avesse trovato modo di ricostruire da zero la sua Casa automobilistica.
Con il denaro raccolto, August Horch acquistò un terreno a poche centinaia di metri da dove sorgeva la sua ex-azienda e fece costruire un nuovo stabilimento in pochi mesi, dando alla luce la ditta August Horch Automobilwerke GmbH: fu lì che cominciò a costruire le "sue" Horch, convinto che avrebbe da allora potuto assumere le sue decisioni in maniera autonoma. Poco dopo però, nacque un primo problema: i vertici della prima Horch, fondata nel 1899, vietarono ad August Horch di usare quel nome in quanto marchio registrato (in diritto si parla di concorrenza sleale). La questione fu sollevata al tribunale civile, dove August Horch fu costretto a non utilizzare più il suo cognome come marchio.
August Horch non mancò di esprimere il suo disappunto verso i suoi vecchi colleghi. Tra i proponenti della causa vi furono Paul e Franz Fikentscher, zio e nipote, entrambi molto amici di August, nonché colleghi di lavoro. Il caso volle che Franz avesse un figlio di dieci anni studente di latino, il quale, venuto a conoscenza del problema di August Horch, propose a quest'ultimo di tradurre il suo cognome in latino per ricavarne una nuova parola da utilizzare come marchio. In tedesco antico, infatti, la parola "horch" corrisponde all'imperativo del verbo "horchen" ("ascoltare", in italiano). In latino, quindi, "horch" può corrispondere all'imperativo del verbo "audire", cioè "audi". Fu così che nel 1909 nacque la "Audi-Werke", a Zwickau, in Sassonia (dove negli ultimi anni, la Horch si era nel frattempo trasferita).

### I primi anni e la prima guerra mondiale
Per i suoi nuovi modelli, August Horch scelse come denominazioni le lettere dell'alfabeto.
La prima Audi della storia, nata nel 1910, fu la Typ A, sostituita l'anno seguente dalla Typ B, cui si affiancò la Typ C, e così via. Proprio la Typ C fu la vettura con la quale la Audi esordì nel mondo delle gare, riuscendo a procurarsi, col tempo, una certa notorietà nel palcoscenico automobilistico europeo. A dare maggior rilievo alla casa, fu sicuramente la massacrante gara della Österreichische Alpenfahrt (in italiano, "Corsa Alpina dell'Austria"), vinta per tre volte di fila dalla Typ C, nelle edizioni 1912, 1913 e 1914.
Nel corso di quegli anni, intanto, la gamma Audi si ampliò ulteriormente con l'arrivo di altri due modelli, uno concepito come “utilitario” e l’altro che avrebbe dovuto essere al vertice della gamma stessa. Si cominciarono inoltre a progettare autocarri. Le Audi piacquero per la qualità costruttiva, ma anche per la loro robustezza ed affidabilità.
Con lo scoppio della prima guerra mondiale, la produzione Audi non subì grosse modifiche: ciò che cambiò riguardo ai destinatari delle vetture Audi, ora non più privati, ma militari, in quanto le vetture venivano destinate all'esercito dell'Impero tedesco. August Horch svolse tale compito con ambizione. Man mano che la guerra procedeva, August Horch venne sempre più chiamato dai capi dell'esercito a svolgere mansioni amministrative, distogliendolo quindi da quella creatività che negli anni precedenti lo aveva così marcatamente caratterizzato.

### Il primo dopoguerra e gli anni '20

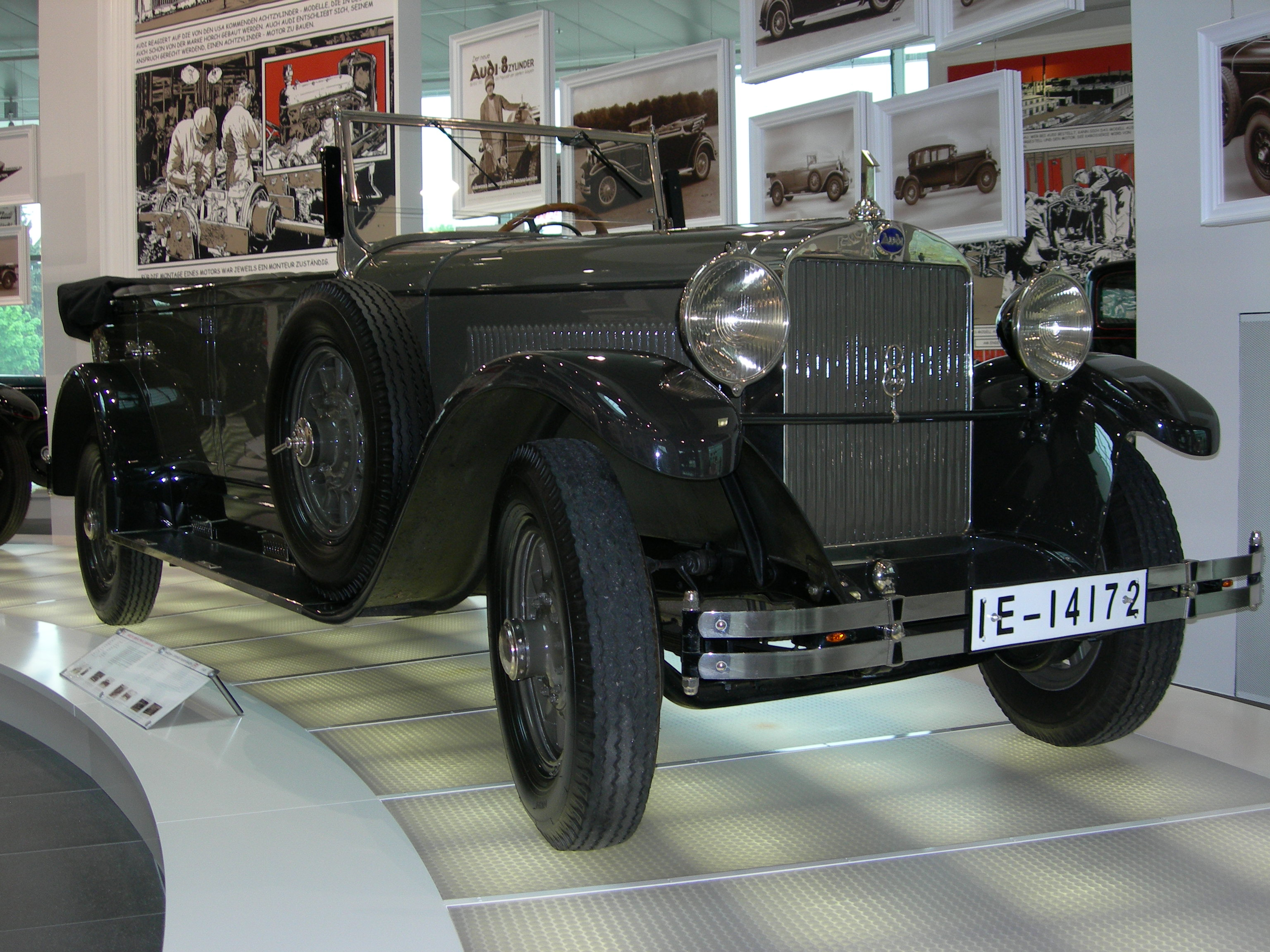
La sfortunata Audi Typ R, che portò l'Audi alla bancarotta

Dopo la fine del conflitto, praticamente tutte le Case automobilistiche si videro costrette a mantenere la gamma pre-bellica a causa dell'inflazione galoppante che impedì loro di investire per alcuni progetti nuovi. Anche l'Audi risentì di tale difficile condizione economica.
Durante i primi anni del primo dopoguerra, furono riproposti modelli come la Typ C, la Typ E e la Typ G. Per quanto tecnologicamente antiquati, furono proprio questi i modelli che permisero all'Audi di passare quasi indenne il difficile periodo della cosiddetta iperinflazione di inizio anni venti, e di procurarsi risorse sufficienti per l'ancor più difficile periodo che le si stava parando dinanzi.
Non appena fu possibile, si cominciò ad investire per modelli più moderni: il primo di questi modelli ad esordire fu la Typ K, dotata di soluzioni moderne come il monoblocco in lega leggera con canne in ghisa e l'impianto frenante su tutte e quattro le ruote. Tanta innovazione non fu opera di August Horch: egli, infatti, dopo la fine della guerra, continuò ad essere impiegato dall'autorità tedesca per compiti amministrativi che nulla avevano a che fare con lo spirito originario dello storico fondatore di Horch ed Audi. Alla fine del 1920, Horch lasciò l'Audi per trasferirsi a Berlino, dove poté meglio occuparsi dei compiti assegnatigli. A Zwickau, intanto, la situazione non fu rosea: la Typ K si rivelò un fiasco, e così pure la più grande Typ M.
Nel tentativo di salvare le sorti dell'azienda, August Horch si precipitò da Berlino a Zwickau e cominciò un progetto disperato che avrebbe portato alla realizzazione della grossa Typ R, detta anche Imperator. Gli ampi margini di guadagno che un'auto di lusso aveva sempre garantito, avrebbero potuto portare una boccata d'aria per la casa tedesca. Non fu così: non solo, la Typ R fallì nel suo intento, ma anzi trascinò l'Audi nel baratro della bancarotta. Fu il danese Jørgen Skafte Rasmussen, titolare della Zschopauer Motorenfabrik, meglio nota come DKW, ad entrare nel capitale della casa di Zwickau. Rasmussen acquistò nel 1928 la maggioranza del pacchetto azionario dell'Audi, che quindi cessò di essere una vera e propria Casa automobilistica, per divenire un marchio.
Quando la situazione verso la fine del 1929 sembrava appianarsi, si verificò un evento che avrebbe segnato la storia mondiale: il crollo della Borsa di Wall Street, da cui nacquero innumerevoli problematiche, soprattutto nella fragile Repubblica di Weimar.

### L'integrazione nell'Auto Union e gli anni '30

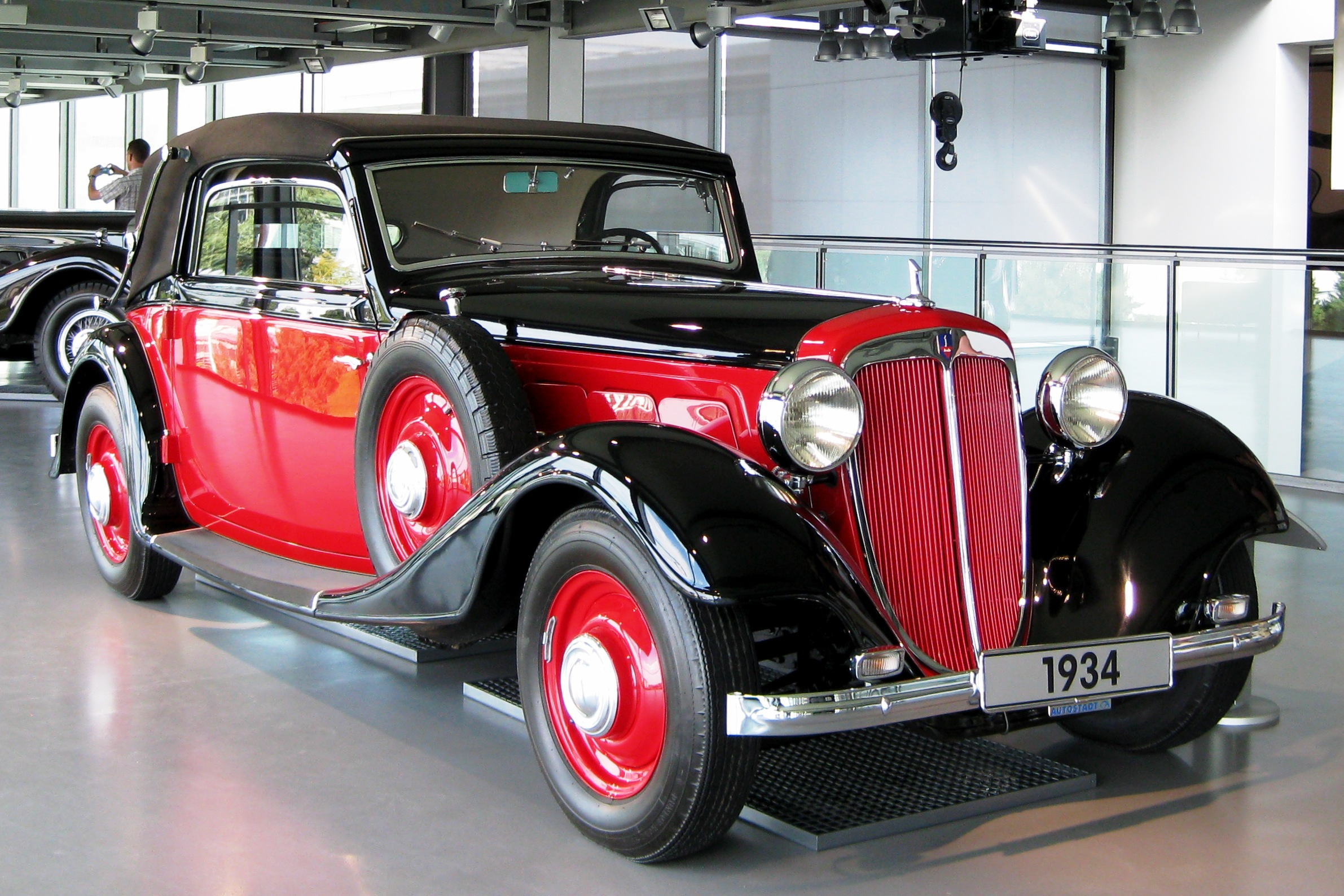
Un'Audi Front UW220, prima serie della sfortunata Audi a trazione anteriore

Anche la DKW fu risucchiata nel gorgo della crisi economica mondiale, conseguente alla caduta della Borsa di Wall Street. La Staatsbank, principale creditrice della Casa di Zschopau, inviò un suo fidato emissario, Richard Bruhn, in maniera tale da riportare la DKW fuori dalla recessione. Con Bruhn, la situazione parve lentamente ristabilizzarsi per la DKW, ma un po' meno per l'Audi che dovette sperimentare anche il fiasco commerciale della Typ P, praticamente una DKW 4=8, ma con motore a quattro tempi mutuato nientemeno che dalla Peugeot 201. Per consolidare la salute economica della DKW e risollevare una volta per tutte anche il destino dell'Audi, Bruhn diresse i due marchi verso l'acquisizione, sempre da parte della DKW, di altri due marchi in grave difficoltà, ossia la Horch e la Wanderer. Fu così che il 29 giugno del 1932 nacque l'Auto Union, un colosso industriale che grazie alla presenza dei quattro storici marchi sassoni, poté contare su un ventaglio di offerte più che ampio, poiché si spaziò dai veicoli di fascia bassa della DKW a quelli di gran lusso della Horch e dalle motociclette alle autovetture di prestigio della Audi stessa. Quest'ultima condivise spesso meccanica e telaio con altri modelli della Wanderer, la più simile alla Audi per la collocazione commerciale dei suoi veicoli.
A partire dalla nascita dell'Auto Union, tutti i modelli Audi fino a quel momento commercializzati furono tolti di listino, a favore di un solo modello, ma più moderno: la Typ UW Front, prima vettura nel suo segmento ad adottare la trazione anteriore, una soluzione tecnica che all'epoca cominciò a prendere piede presso alcuni costruttori europei. Anche la Front non incontrò il successo sperato, complice la stessa soluzione della trazione anteriore, che all'epoca veniva vista ancora con diffidenza da molti potenziali clienti. All'interno del direttivo Auto Union si pensò di estinguere una volta per tutte il marchio Audi, data la sua scarsa redditività. A convincere tutti a non farlo fu ancora August Horch, che con la nascita dell'Auto Union entrò a far parte del Consiglio di Amministrazione. Il marchio Audi fu quindi mantenuto, ma la Audi Front, a quel punto giunta alla sua seconda serie (nota anche come Audi 225), fu tolta dalla gamma a favore di un modello più grande, ma che nel contempo non andasse a cannibalizzare la gamma Horch: questo modello fu l'Audi 920, un modello tecnicamente più tradizionale che sembrò finalmente riscuotere maggiori consensi. Fino alla fine di agosto del 1939 furono 1 281 gli esemplari prodotti, ma tale picco fu poi stroncato dallo scoppio della seconda guerra mondiale. Durante il conflitto, l'Audi non fu impiegata per particolari compiti di carattere bellico: dei quattro marchi costituenti l'Auto Union, essa risultò la più debole sia economicamente che strutturalmente, poiché non disponeva di un proprio ufficio progettazioni, ma si appoggiava su quello della Horch. Anche da questo punto di vista, quindi, l'Audi giocò un ruolo da Cenerentola.

### La nuova rinascita con la Volkswagen

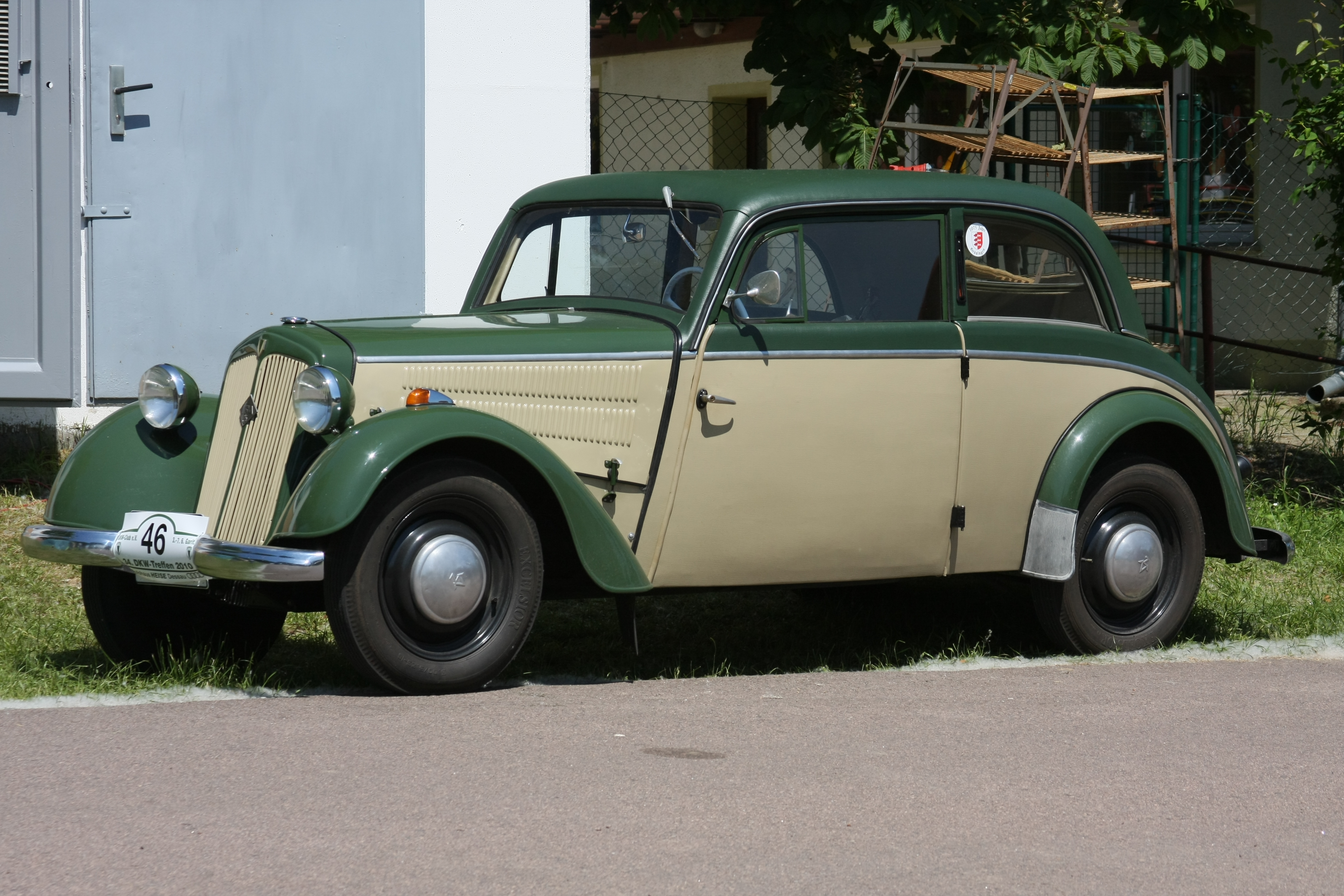
La IFA F8, anacronistico modello uscito dall'ex-stabilimento Audi di Zwickau a partire dal 1949

Terminato il conflitto nel 1945, la Germania ne usciva malissimo. Intere città distrutte e un Paese diviso in più parti. La Sassonia ed altre zone limitrofe furono soggette all'autorità sovietica. Tutte le aziende residenti nell'area sovietica furono espropriate e nazionalizzate e molti capannoni, specie quelli danneggiati gravemente, furono smantellati e le attrezzature ed i macchinari furono portati via. Lo stabilimento Audi di Zwickau, fu dapprima utilizzato dalla IFA per la produzione di vecchi modelli DKW sotto la ragione sociale VEB Automobilwerk Zwickau, ed in seguito, con il rilevamento del marchio IFA da parte della AWE, venne utilizzato per la produzione delle Trabant, giunte pressoché invariate fin quasi alla fine del secolo. Il marchio Audi non venne però più utilizzato per i vent'anni successivi alla fine della guerra.
In realtà, la rinascita del marchio Audi non si deve ad una voglia di riscatto da parte della dirigenza dell'ex-stabilimento Audi di Zwickau. Ciò che avvenne fu completamente diverso: poco dopo la fine della guerra, lo Stato Maggiore dell'Auto Union fuggì dalla Sassonia portando con sé tutto quanto fu possibile. L’obiettivo era quello di far rinascere l'Auto Union in un luogo più sicuro. Il gruppo di persone coinvolto nel piano si trasferì ad Ingolstadt, in Baviera, dove di lì a poco rimise in piedi una nuova realtà industriale, l'Auto Union-DKW, che per tutti gli anni Cinquanta e i primi anni del decennio successivo produsse vetture con marchi DKW ed Auto Union. Il logo scelto fu quello dei quattro anelli intrecciati, già utilizzato prima della guerra.
Nel 1958 l'Auto Union-DKW fu rilevata dalla Daimler-Benz, la quale nel 1964 cominciò a cedere il pacchetto azionario alla Volkswagen, interessato all'Auto Union per poter avere con sé anche un marchio di lusso da poter sfruttare, come la Horch o la stessa Audi. Fu proprio quest'ultima a spuntarla tra le preferenze della Volkswagen in quanto Daimler-Benz trattenne il marchio Horch e, nel 1965, il marchio Audi venne resuscitato a condizione di non utilizzare più motori a due tempi, tipici della DKW e oramai non più proponibili nella produzione automobilistica dei tardi anni sessanta. Al Salone di Parigi del 1965, venne presentata la "Audi 72", un modello progettato e realizzato in prototipo dalla Daimler-Benz tra il 1960 ed il 1963, poi costruito dalla DKW, che lo produsse con propulsore a 2 tempi, tra il 1963 ed il 1965, col nome di "F 102", poi mutato in F103 dopo che il progetto passò nelle mani della Casa di Wolfsburg. Per la 72 la Volkswagen mantenne l'ossatura della F102, ma vi montò un nuovo motore con cilindrata di 1696 cm³ e potenza di 72 CV, in grado di spingere la vettura alla velocità di 148 km/h.
Nel 1972 esce l'Audi 80, un modello di fascia media nato come erede delle F103, per la prima volta dotabile di ABS e pretensionatore delle cinture di sicurezza e spinta da un inedito motore a iniezione diretta da 112cv, disponibile anche con trazione integrale permanente, che garantisce alla vettura di toccare i 200 km/h grazie alla buona profilatura aerodinamica e al cambio dalla spaziatura azzeccata. All'Audi 80 seguiranno i modelli 90, 60, 75, 50 e 100, con una buona affermazione di mercato, specie per la 100, al top della gamma.
L'inizio fu effettivamente buono, ma la vera fortuna dell'Audi fu creata da Ferdinand Piëch, nipote di Ferdinand Porsche e geniale interprete dell'auto moderna, che assunse la guida del gruppo Volkswagen e dell'Auto Union nel 1980. Sua l'intuizione delle quattro ruote motrici, che portano le vetture sportive "Audi quattro" alla vittoria nei più importanti rallyes degli anni ottanta, guadagnando una fama di sportività e robustezza, come sua è la decisione di eliminare, nel 1985, la primigenia denominazione Auto Union per adottare semplicemente il marchio Audi, accompagnato dai 4 cerchi. Piëch investì molte risorse anche nella perfezione del montaggio e nella ricerca della forma interna ed esterna.
Gli anni successivi ribadirono e rafforzarono la posizione dell'Audi nel mercato internazionale: il marchio di Ingolstadt ribadì anche la sua altissima competitività in ambito sportivo: lasciato il mondo dei rally, si buttò nel Campionato DTM, dove nei primi anni novanta raccolse anche successi di rilievo con l'Audi V8 preparata per tali gare.
Nel frattempo, continuava la ricerca tecnologica dell'Audi, che portò tra l'altro alla nascita della nuova A8 con scocca interamente in alluminio. Contemporaneamente vide la luce la prima generazione della A4 (erede dell'Audi 80), seguita dalla A6, praticamente un restyling dell'ultima Audi 100, in occasione del quale venne adottato il nuovo criterio di denominazione dei modelli. Nella seconda metà del decennio, hanno visto la luce la prima generazione dell'Audi A3, compatta di segmento C su base Golf IV, e l'Audi TT, una coupé compatta le cui linee richiamavano in maniera chiara quelle delle Auto Union da competizione degli anni trenta. Anche la TT sfruttava la meccanica della best seller di Wolfsburg, in virtù delle sinergie tra i due marchi. Sempre nello stesso periodo, altri tre marchi hanno potuto usufruire del know-how del gruppo Volkswagen, ma soprattutto dell'Audi: si tratta dei marchi Bentley, Bugatti e Lamborghini.

### Audi nel nuovo millennio
Nel 1999 l'Audi si gettò nuovamente nelle competizioni, questa volta nel campo delle sport prototipo, con la R8 Sport. A questo modello capace di rilanciare la fama dell'azienda nelle competizioni grazie a 61 vittorie su 77 gare disputate e a cinque vittorie su sei partecipazioni alla 24 Ore di Le Mans, ha fatto seguito nel 2006 la R10 TDI, equipaggiata da un potente motore bi-turbodiesel da 5.5 litri, in grado di erogare fino a 650 CV di potenza massima. Con questa vettura, l'Audi ha ottenuto altre vittorie, specialmente a Le Mans e a Sebring. Si è trattato della prima vettura a gasolio in grado di vincere nelle competizioni.
La produzione automobilistica di serie, nel frattempo si arricchì notevolmente: la gamma attuale comprende la compatta da città Audi A1 (che ha sostituito la A2, prima auto Audi con telaio portante interamente in alluminio), la media compatta A3, la berlina di fascia medio-alta (fascia Premium del segmento D) A4 (erede della 80), la berlina di gamma alta A6 (erede della 100), l'ammiraglia di lusso A8, la coupé sportiva TT e i SUV Q7 e Q5, tutti con la propria gamma, in cui sono comprese anche versioni sportive.
Nel 2006 è stata lanciata l'Audi R8, una vettura sportiva ad alte prestazioni con trazione integrale, creata per fare concorrenza alle Porsche Carrera che sfrutta la base meccanica della Lamborghini Gallardo, introdotta alcuni anni prima. Vale la pena sottolineare come la trazione integrale, che dell'Audi è divenuta un simbolo fin dai tempi gloriosi dell'Audi Quattro, è stata adottata come soluzione onnipresente in tutti i modelli ad alte ed altissime prestazioni che sono legati al gruppo Volkswagen e che sfruttano soluzioni Audi.
Nel marzo 2007 è stato presentato anche un modello che copre una nicchia di mercato assente da 13 anni nella gamma Audi, cioè la coupé media A5, disponibile anche nelle versioni a quattro porte e cabriolet, insieme con la sua versione sportiva S5, che secondo Walter De Silva è l'automobile più bella che abbia mai disegnato.
Nell'ottobre 2010 è stata immessa sul mercato anche la nuova A7, grossa coupé a quattro porte di fascia alta realizzata per fare concorrenza alle Mercedes-Benz Classe CLS ed in seguito alla BMW Serie 6 Gran Coupé.
Alla base della gamma, nello stesso anno, è stata introdotta la A1, che ripropone il marchio dei quattro anelli in un segmento dove è rimasto assente da decenni, vale a dire da quando, nel 1978, è stata tolta di produzione l'Audi 50.
Alla fine del 2015, l'Audi subisce lo scossone del dieselgate, dopo la scoperta dell'utilizzo, da parte dei tecnici del gruppo Volkswagen, di un software illegale che consente di falsare i dati relativi a consumi ed emissioni nocive in quanto in grado di riconoscere le sessioni di test per l'omologazione della vettura e quindi di variare i propri criteri di rilevamento in base a ciò.
Nel secondo semestre del 2016 viene introdotto il nuovo SUV compatto, l'Audi Q2 destinato a competere con le connazionali Mercedes-Benz GLA e BMW X1.
Il 18 giugno 2018 Rupert Stadler, dal gennaio 2010 CEO di Audi, viene arrestato nell'ambito dell'inchiesta dieselgate.. Al suo posto, ad interim, Bram Schot, responsabile vendite e marketing dell'azienda. Ma nel frattempo, i programmi produttivi dell'Audi proseguono in un'ottica rinnovata. E così, nella seconda metà degli anni '10 del XXI secolo, vengono sviluppate tecnologie volte al raggiungimento e alla messa in produzione delle prime vetture di serie a guida autonoma. A tale scopo, un esemplare di Audi A7 Sportback viene equipaggiata con un sistema sperimentale in grado di pilotare la vettura senza l'ausilio del conducente. Sempre nello stesso periodo, le motorizzazioni termiche vengono gradualmente sostituite da motorizzazioni ibride: alla fine del 2018 le gamme dei modelli A4, A5, A6, A7, A8, Q7 e Q8 sono costituite in tutto o in parte da motorizzazioni ibride. Non solo, ma l'anno successivo esce la prima Audi totalmente elettrica, ossia il crossover di fascia alta Audi e-tron quattro.

### Il mondo delle due ruote
Nel periodo compreso tra la fine del primo decennio e l'inizio del secondo decennio del XXI secolo, Ferdinand Piëch rivelò già di essere interessato ad allargare la sfera produttiva del Gruppo Volkswagen anche alla produzione motociclistica, un settore storico, non tanto per la Volkswagen stessa quanto per l'Audi, che già da quasi ottant'anni era legata alla DKW, nota all'epoca al mondo intero per la sua produzione motociclistica. E difatti, per il marchio, si pensò di rievocare lo storico nome nato dalla mente di J.S. Rasmussen. Ma in realtà non finì in questo modo: infatti, il 19 aprile 2012, il gruppo Audi acquista il marchio motociclistico italiano Ducati per 860 milioni di euro, ottenendo quindi il primo marchio motociclistico del gruppo Volkswagen
Ben prima dell'acquisto di Ducati, nel 1976 in Audi, al cui centro sviluppo vi era ancora Ferdinand Piëch, fu progettato in via non ufficiale (di sera e negli intervalli di lavoro) da Piëch e altri due tecnici un prototipo di motocicletta, conservata al museo Audi ma raramente esposta al pubblico. Basata su una BMW 90S comprata di seconda mano, montava il motore 1093 cm³ della Audi 50 da 60cv, mentre cupolino, serbatoio e sella vennero sviluppati ex novo. Dotata di avviamento a pedale e trasmissione finale a cinghia dentata, con un peso di 250 kg, il costo del prototipo fu di soli 2500 marchi, circa 1250 euro.

## Dati economici
Nel 2015 l'azienda ha registrato un fatturato di 58,4 miliardi di euro. Nel 2017 il fatturato ha superato per la prima volta nella storia dell'azienda i 60 miliardi di euro (60,1 miliardi) con un utile di 4,6 miliardi e l'Ebit a +7,8% nonostante l'impatto di 387 milioni di euro stanziati negli USA per la vicenda dieselgate. Nel 2021 l'azienda ha aumentato il proprio fatturato del 6,2% rispetto all'anno precedente a 53,1 miliardi di euro, nonostante l'attuale crisi dei semiconduttori.

## Produzione
| Vetture per tipo dalla fondazione alla seconda guerra mondiale |              | |
| Anni                                                           | Modello      | Descrizione |
| 1910-1912                                                      | Typ A        | Primo modello con marchio Audi |
| 1911-1917                                                      | Typ B        | Vincitrice della Alpenrennen del 1911 |
| 1912-1921                                                      | Typ C        | Detta anche Alpensieger, vinse le edizioni 1912, 1913 e 1914 della Alpenfahrt. Fu prodotta fino a molti anni dopo la fine della Prima Guerra Mondiale |
| 1912-1920                                                      | Typ D        | |
| 1912-1923                                                      | Typ E        | Fu la più potente della Audi introdotte prima dello scoppio della Prima Guerra Mondiale                                                               |
| 1914-1923                                                      | Typ G        | |
| 1922-1925                                                      | Typ K        | Dotata di innovativi contenuti tecnici, ebbe però uno scarso successo                                                                                 |
| 1925-1928                                                      | Typ M        | |
| 1928-1932                                                      | Typ R        | Modello lussuoso ma di scarso successo, noto anche con il nome Imperator, che spinse l'Audi verso la bancarotta                                       |
| 1929-1932                                                      | Typ SS       | Prima Audi dopo l'acquisizione da parte della DKW, vendette discretamente. Fu nota anche come Audi Zwickau                                            |
| 1931                                                           | Typ P        | In pratica una DKW 4=8 con motore Peugeot derivato da quello della 201                                                                                |
| 1931-1932                                                      | Typ T        | Detta anche Audi Dresden, ebbe poco successo a causa di svariate carenze tecniche                                                                     |
| 1933-1934                                                      | Front Typ UW | Prima Audi a trazione anteriore, ebbe anch'essa poco successo                                                                                         |
| 1935-1938                                                      | 225          | Evoluzione della Typ UW Front |
| 1938-1940                                                      | 920          | Ultima Audi prima dello scoppio della seconda guerra mondiale, nuovamente a trazione posteriore                                                       |

| Vetture per tipo dall'entrata nel gruppo Volkswagen |                             | |
| Anni                                                | Modello                     | Descrizione |
| Utilitarie da città                                 |                             | |
| 1974–1978                                           | Audi 50 Typ 86              | Prima utilitaria Audi, consisteva semplicemente in una produzione sotto il marchio Audi di quella che diventerà l'anno successivo la prima serie della Volkswagen Polo, a cui si affiancherà per alcuni anni. |
| 1999–2005                                           | Audi A2 8Z                  | L'Audi A2, di cui sono stati prodotti più di 175 000 esemplari, è stata la prima auto Audi con carrozzeria portante e telaio interamente in alluminio. |
| Dal 2010                                            | Audi A1                     | L'Audi A1 è l'attuale modello Audi nel settore delle berline da città, sotto i 4 metri. |
| Medie compatte                                      |                             | |
| 1996–2003                                           | Audi A3 8L                  | Prima Audi in questa classe, derivata dalla meccanica della Volkswagen Golf, ristilizzata nel 2000. |
| Dal 2003                                            | Audi A3 8P/AU350            | Nuova versione della A3, che utilizza il nuovo pianale comune alla futura nuova VW Golf V. |
| Dal 2004                                            | A3 Sportback 8PA/AU353      | Versione della A3 a 5 porte, e restyling con introduzione del nuovo frontale "Single Frame" |
| Berline medie                                       |                             | |
| 1965–1972                                           | Audi Serie F103             | Primo modello prodotto con marchio Audi dopo la seconda guerra mondiale, derivava dalla DKW F102. I vari modelli che appartenevano alla serie erano Audi 60, Audi 72, Audi 75, Audi 80 e Audi Super 90. |
| 1972–1978                                           | Audi 80 B1/Typ80            | L'Audi 80 fu il primo prodotto della nuova strategia del gruppo Volkswagen di utilizzare meccaniche in comune per varie auto, infatti aveva molto in comune con la Volkswagen Passat, uscita l'anno successivo. |
| 1978–1986                                           | Audi 80 B2 B2/Typ81/85      | Nuova versione della 80 il cui design si deve a Giorgetto Giugiaro e la sua Italdesign. Un restyling del modello avvenne nel 1984. |
| 1984–1986                                           | Audi 90 B2/Typ81/85         | Vettura basata sulla 80 ma dotata di motori a 5 cilindri e di alcune modifiche all'estetica e agli interni, resi più lussuosi. |
| 1986–1991                                           | Audi 80 B3 B3/8A/Typ89      | Terza versione della 80 con estetica molto cambiata e linee molto più arrotondate rispetto alle serie precedenti. Disponibile anche nella versione sportiva denominata S2 con motore turbo a 5 cilindri e 220 CV |
| 1986–1991                                           | Audi 90 B3/8A/Typ89         | Come per la serie precedente, versione di classe superiore della 80, con propulsori di cilindrata maggiore a 5 cilindri. |
| 1991–1994                                           | Audi 80 B4 B4/8C            | Quarta serie della 80, che per la prima volta presentava in listino anche la versione station wagon, chiamata, come d'abitudine per la casa, Avant. Disponibile anche nella versione sportiva S2 con motore 5 cilindri turbo aggiornato con 230 CV e denominazione ABY. Disponibile inoltre la prima RS della storia Audi che in collaborazione con Porsche crea l'RS2 con motore 5 cilindri elaborato fino a 315 CV (denominazione ADU), carrozzeria solamente Avant e sospensioni, freni e ruote di derivazione Porsche. Prodotta in poco più di 2000 esemplari. |
| 1994–2000                                           | Audi A4 B5/8D               | Erede dalla 80, con il nuovo tipo di denominazione dei modelli decisa dalla casa di Ingolstadt e con le parti meccaniche sempre in comune con la Volkswagen Passat. Disponibile anche in versione sportiva S4 con motore 2.7 V6 biturbo da 265 CV e carrozzeria berlina o avant, ed in versione RS4 solo avant con carrozzeria specificatamente allargata, con il medesimo motore ma portato a 380 cv. |
| 2000–2004                                           | Audi A4 B6/8E               | Nuova versione della A4, con modifiche sia estetiche che meccaniche. I motori delle versioni sportive diventano V8 con 4.2 di cilindrata. |
| 2004-2008                                           | Audi A4 B7/8E               | Terza serie della A4, con adeguamento allo stile comune della casa con il frontale single frame e presentazione della versione cabriolet. Nel 2008, al salone di Francoforte, sarà presentato il nuovo modello. Da questa serie verrà derivata successivamente la SEAT Exeo. |
| 2008- 2015                                          | Audi A4 B8/8E               | Quarta serie, modello completamente rinnovato nella meccanica, che utilizza il nuovo telaio MLB come altri nuovi modelli della casa (ad esempio l'Audi A5). |
| Dal 2015                                            | Audi A4 B9/9F               | Presentata nell'autunno del 2015 al Salone di Francoforte, questa quinta serie non cambia impostazione stilistica ma viene rinnovata molto nella meccanica, a cominciare dall'uso dell'inedita piattaforma modulare MLB Evo portandola, anche grazie all'uso esteso dell'alluminio, a una perdita di peso pari a 120 kg. |
| Berline grandi                                      |                             | |
| 1968–1976 ca. 800 000 esemplari                     | Audi 100 C1 C1/F104         | Prima berlina Audi di classe superiore del dopoguerra, venduta in circa 800 000 esemplari. |
| 1976–1982 ca. 950 000 esemplari                     | Audi 100 C2 C2/Typ43        | Seconda versione della 100, equipaggiata anche con il primo motore cinque cilindri di produzione di serie. |
| 1979–1982                                           | Audi 200 C2/Typ43           | Come per la 90 rispetto alla 80, la 200 era una versione maggiormente rifinita, lussuosa ed accessoriata della 100. |
| 1982–1990                                           | Audi 100 C3 C3/Typ44        | Nuova versione della 100 con aerodinamica molto curata e Cx di soli 0,30. |
| 1983–1990                                           | Audi 200 C3/Typ44           | Nuova versione della 200 che, nella versione top, è la berlina più veloce al mondo con 230 km/h. |
| 1990–1994                                           | Audi 100 C4 C4/4A           | Nuova serie della 100, con, tra le motorizzazioni previste, anche un nuovo sei cilindri. Disponibile anche nella versione S4 con motore 5 cilindri serie ANN |
| 1994–1997                                           | Audi A6 prima serie C4      | La 100 C4 ultima versione, ridenominata per seguire il nuovo tipo di classificazione delle Audi. La versione sportiva cambia denominazione come il modello diventando S6 con motore 5 cilindri oppure V8 4.2 |
| 1997–2004                                           | Audi A6 seconda serie C5/4B | Nuova versione dell'A6 che condivide la piattaforma con la sorella minore A4 e con la Volkswagen Passat. Restyling estetico nel 2001. |
| 1999–2006                                           | Audi Allroad Quattro C5/4B  | Versione della A6 Avant con impostazione fuoristradistica, dotata di protezioni in plastica, trazione integrale e marce ridotte. |
| Dal 2004 Avant (Kombi) dal 2005                     | Audi A6 terza serie C6/4F   | Rivisitazione totale del modello dopo l'arrivo del designer Walter de Silva, con aumento delle dimensioni esterne e presentazione del modello super sportivo S6 con motore V10 di derivazione Lamborghini. Versione RS6, con lo stesso motore V10, ma dotato di due turbo che eroga 580 CV. |
| Dal 2006                                            | Audi A6 Allroad C6/4F       | Versione offroad aggiornata, seguendo le modifiche della A6. |
| Ammiraglie                                          |                             | |
| 1988–1994                                           | Audi V8 D11                 | Derivata dalla Audi 200, la prima berlina di lusso della Audi presentava un motore V8 e la trazione integrale. |
| 1994–2002                                           | Audi A8 D2/4D               | Prima grande ammiraglia Audi, con la caratteristica, singolare per quel tempo, di avere la carrozzeria interamente in alluminio. |
| Dal 2002                                            | Audi A8 D3/4E               | Nuova serie della A8, con adeguamenti estetici comuni al nuovo corso Audi. |
| Cabriolet                                           |                             | |
| 1991–2000                                           | Audi Cabriolet 89/8G        | Prima cabriolet presentata dalla Audi, basata sulla berlina media Audi 80. |
| 2002–2009                                           | Audi A4 Cabriolet B6/8H     | Seconda cabriolet della casa di Ingolstadt, basata stavolta sulla berlina media Audi A4. |
| Dal 2008                                            | Audi A3 Cabriolet           | Terza cabriolet della casa di Ingolstadt, basata sulla compatta Audi A3. |
| Dal 2009                                            | Audi A5 Cabriolet           | Quarta cabriolet della casa di Ingolstadt, basata sulla coupé Audi A5. |
| Coupé                                               |                             | |
| 1969–1976                                           | Audi 100 Coupé S C1/F104    | Sportcoupé sviluppata sulla base dell'Audi 100 C1.2015 |
| 1980–1991                                           | Audi Quattro B2/Typ85Q      | Sportcoupé costruita sulla base Audi 80 Typ81/85, chiamata anche "Urquattro"; prima auto di grande serie dotata di trazione integrale. |
| 1981–1988                                           | Audi Coupé B2/Typ81C/85C    | Sportcoupé, versione della Audi quattro di derivazione anch'essa Audi 80 Typ 81/85 |
| 1988–1996                                           | Audi Coupé B3/8B/Typ89C     | Sportcoupé sulla base dell'Audi 80/90 Typ 89 con motorizzazioni da 4 a 6 cilindri. |
| 1998 – 2006                                         | Audi TT Mark 1 8N           | Basata sulla stessa meccanica della VW Golf IV, era disponibile anche in versione Roadster. |
| 2004                                                | Audi RSQ Sports Coupé       | Modello prodotto esclusivamente per il film Io, Robot, è la macchina più avveniristica mai costruita dall'Audi. |
| Dal 2006                                            | Audi TT Mark 2 8J           | Nuova versione del modello, con il frontale adeguato ai nuovi stilemi della casa. Disponibile anche in versione Roadster. |
| Dal 2007                                            | Audi A5 B8                  | Presentata nel marzo 2007, la nuova coupé media Audi, disponibile anche a 5 posti e 4 porte e in versione sportiva S5 e 3.0 TDI ad iniettori piezoelettrici, il primo al mondo a rispettare le norme antinquinamento Euro 5 in vigore dal 1º gennaio 2009. |
| Modelli sportivi                                    |                             | |
| 2007- 2015                                          | Audi R8 Typ42               | Vettura sportiva ad alte prestazioni creata utilizzando la base della Lamborghini Gallardo ed equipaggiata di un motore V8 oppure V10 5.2 |
| SUV                                                 |                             | |
| 2006- 2015                                          | Audi Q7 4L                  | È il primo SUV dell'Audi, grande e potente SUV di lusso che condivide impostazione meccanica con Volkswagen Touareg e Porsche Cayenne e viene costruito a Bratislava (Slovacchia). Dal 2007 è equipaggiato con un 4.2 V8 TDI, il motore turbodiesel per sport utility più potente al mondo. Dal 2009 viene venduto anche con un 6.0 V12 TDI da 500 CV e 1000 Nm di coppia a soli 1750 giri. |
| 2008- 2016                                          | Audi Q5                     | SUV di dimensioni più compatte rispetto al Q7 |
| 2011- 2018                                          | Audi Q3                     | SUV compatto da città di dimensioni molto ridotte |
| Dal 2015                                            | Audi Q7 5L                  | Seconda serie della Q7, rinnovata molto nel comparto stilistico ma soprattutto quello tecnico. Rispetto alla versione uscente, 325 kg più leggero, grazie all'uso della piattaforma modulare MLB ed all'esteso uso di alluminio. |
| Dal 2016                                            | Audi Q2                     | SUV compatto da città di dimensioni molto ridotte, basato sulla piattaforma Volkswagen MQB condivisa con la seconda generazione di Volkswagen Tiguan |
| Dal 2017                                            | Audi Q5 2017                | Seconda serie della Q5, presentata al Salone dell'automobile di Parigi del 2016 |
| Modelli da competizione                             |                             | |
| 1984                                                | Audi Sport quattro Typ85Q   | Preparata sulla base dell'Audi quattro e omologata per competere nei rally in Gruppo B. |
| 1999                                                | Audi R8 Sport               | Sport-prototipo da competizione, plurivittoriosa alla 24 Ore di Le Mans, è spinta da un motore V8 turbo. |
| 2006-2009                                           | Audi R10                    | Sport-prototipo da competizione, plurivittoriosa alla 24 Ore di Le Mans, è spinta da un motore V12 turbodiesel. |
| 2009-2011                                           | Audi R15                    | Sport-prototipo da competizione per gare endurance, vittoriosa alla 24 Ore di Le Mans del 2010, è spinta da un motore V10 turbodiesel. |
| 2011-2016                                           | Audi R18                    | Sport-prototipo da competizione con carrozzeria coupé per gare endurance, è spinta da un motore V6 turbodiesel. |
| Dal 2021                                            | Audi RS Q e-tron            | Buggy da competizione per i rally raid, è spinta da due motori elettrici e ha un motogeneratore elettrico e un motogeneratore 4 cilindri in linea. |

## Il museo
Il museo Audi è situato ad Ingolstadt, quartier generale della casa automobilistica Audi, proprio accanto allo stabilimento industriale.
Questo museo ripercorre le tappe della produzione dell'azienda, comprese diverse digressioni negli altri tre marchi appartenuti all'Auto Union prima dell'ultima guerra, coprendo così un arco produttivo e temporale che spazia dalle prime motociclette sino alla recente Audi R8 LM.

## Attività sportiva
Nell'agosto 2022 Audi ha annunciato la sua intenzione di entrare nel campionato di Formula 1 come produttrice di motori a partire dalla stagione 2026. Nell'ottobre dello stesso anno ha confermato la sua partnership con Sauber Motorsport, acquisendo una partecipazione nella società. L'accordo prevede la ridenominazione della squadra e la fornitura dei motori.